# زندگی خصوصی او (مجموعه تلویزیونی)
زندگی خصوصی او (انگلیسی: Her Private Life، کره‌ای: 그녀의 사생활) یک مجموعه تلویزیونی کره جنوبی سال ۲۰۱۹، به نویسندگی کیم هه-یونگ و کارگردانی هونگ جونگ-چان و با بازی پارک مین یونگ، کیم جه ووک و آن بو-هیون است. این سریال توسعه یافته توسط استودیو دراگون و تولید شده توسط بُن فکتوری ورلدواید، برنامه‌ای است براساس رمان کره‌ای به نام نونا فن دات کام (누나팬닷컴; Noona Fan Dot Com) نوشته شده توسط کیم سونگ-یئون که در سال ۲۰۰۷ منتشر شد. این سریال از ۱۰ آوریل تا ۳۰ می ۲۰۱۹ از تی‌وی‌ان برای ۱۶ قسمت پخش شد.

## داستان
این مجموعه داستان شخصی به نام «سونگ دوک می» است. او در یک گالری هنری کار می‌کند و در کارش بسیار جدی است. سونگ دوک جدای حرفه‌اش به یک خواننده‌ی عضو گروه اقیانوس سفید به اسم شیان علاقمند است. به جز دو تا از دوستانش کسی این موضوع را نمی‌داند. زیرا خجالت می‌کشد شاید خانواده و همکارانش او را مسخره کنند. سونگ دوک برای این خواننده سایتی درست کرده و لحظه به لحظه اتفاقات زندگی او را در آن درج می‌کند. او به طور مخفیانه به کنسرت‌های این گروه می‌رود. عکاسی می‌کند و آهنگ‌های آن‌ها را در سایت قرار می‌دهد تا اینکه تصمیم می‌گیرد برای تولدش یک هدیه گرانقیمت که یک تابلو نقاشی است بگیرد. او در حراجی این تابلو معروف نقاشی، با شخصی به نام «رایان گلد» برخورد می‌کند و ماجراهایی در زندگی هر دوی اینها رخ می‌دهد.

## بازیگران

### اصلی
- پارک مین یونگ در نقش سونگ دئوک-می
  - پارک سو-یی در نقش کودکی سونگ دئوک-می
- کیم جه ووک در نقش رایان گلد/هو یون-جه
  - چوی گو در نقش کودکی رایان گلد

چا اون وو